# Список объектов всемирного наследия ЮНЕСКО в Румынии
В списке Всеми́рного насле́дия ЮНЕ́СКО в Респу́блике Румы́ния значится 7 наименований (на 2014 год), это составляет 0,6 % от общего числа (1248 на 2025 год). 6 объектов включены в список по культурным критериям, а 1 объект включен по природным критериям, причем он признан природным феноменом исключительной красоты и эстетической важности (критерий vii). Кроме этого, по состоянию на 2014 год, 14 объектов на территории Румынии находятся в числе кандидатов на включение в список всемирного наследия. Республика Румыния ратифицировала Конвенцию об охране всемирного культурного и природного наследия 16 мая 1990 года. Первый объект, находящиеся на территории Румынии был занесен в список в 1991 году на 15-й сессии Комитета всемирного наследия ЮНЕСКО.

## Список
В данной таблице объекты расположены в порядке их добавления в список всемирного наследия ЮНЕСКО.
| # | Изображение | Название                                                                                                | Местоположение                          | Время создания        | Год внесения в список | №     | Критерии    |
| - | ----------- | --- | --------------------------------------- | --------------------- | --------------------- | ----- | ----------- |
| 1 |             | Дельта Дуная (рум. Delta Dunării)                                                                       | Жудец: Тулча                            | —                     | 1991 год              | № 588 | vii, x      |
| 2 |             | Деревни с укрепленными церквями в Трансильвании (рум. Aşezări cu biserici fortificate din Transilvania) | Жудецы: Алба Брашов Муреш Сибиу Харгита | XIII век — XVI век    | 1993 год              | № 596 | iv          |
| 3 |             | Монастырь в Хорезу (рум. Mănăstirea Horezu)                                                             | Город: Хорезу Жудец: Вылча              | 1690 год — XVI век    | 1993 год              | № 597 | ii          |
| 4 |             | Церкви исторической области Молдова (рум. Bisericile din nordul Moldovei)                               | Жудец: Сучава                           | XV век — XVI век      | 1993 год              | № 598 | i, iv       |
| 5 |             | Исторический центр города Сигишоара (рум. Centrul oraşului medieval Sighişoara)                         | Город: Сигишоара Жудец: Муреш           | XIII век — XVI век    | 1999 год              | № 902 | iii, v      |
| 6 |             | Деревянные церкви исторической области Марамуреш (рум. Biserici de lemn din Maramureş)                  | Жудец: Марамуреш                        | XVII век — XVIII век  | 1999 год              | № 904 | iv          |
| 7 |             | Крепости даков в горах Орэштие (рум. Fortăreţe dacice din Munţii Orăştiei)                              | Город: Орэштие Жудец: Хунедоара         | I век до н.э. — I век | 1999 год              | № 906 | ii, iii, iv |

## Предварительный список
В таблице объекты расположены в порядке их добавления в предварительный список. В данном списке указаны объекты, предложенные правительством Румынии в качестве кандидатов на занесение в список всемирного наследия.
| #  | Изображение | Название                                                                                                   | Местоположение                                          | Время создания  | Год внесения в список | №    | Критерии       |
| -- | ----------- | --- | ------------------------------------------------------- | --------------- | --------------------- | ---- | -------------- |
| 1  |             | Монастырь Нямц (рум. Mănăstirea Neamţ)                                                                     | Ближайший город: Тыргу-Нямц Жудец: Нямц                 | XIV век         | 1991                  | 544  | i, ii, iv      |
| 2  |             | Церкви города Куртя-де-Арджеш (рум. Curtea de Argeş)                                                       | Жудец: Арджеш                                           | XIV — XVI век   | 1991                  | 545  | i, ii, iv      |
| 3  |             | Монументальный комплекс в городе Тыргу-Жиу (рум. Ansamblul sculptural Constantin Brâncuși de la Târgu-Jiu) | Жудец: Горж                                             | 1937            | 1991                  | 548  | i, ii          |
| 4  |             | Пещерный комплекс Басараби (рум. Complexul rupestru Basarabi)                                              | Город: Мурфатлар Жудец: Констанца                       | IX — XI век     | 1991                  | 549  | не указаны     |
| 5  |             | Монастырь Трех Святителей в Яссах (рум. Mănăstirea Sfinții Trei Ierarhi din Iași)                          | Город: Яссы Жудец: Яссы                                 | XVII век        | 1991                  | 551  | i, iv          |
| 6  |             | Укрепленные дома-кулы исторической области Олтения (рум. Culele din Oltenia)                               | Жудецы: Горж, Долж, Мехединци, Вылча, Арджеш, Телеорман | XVIII — XIX век | 1991                  | 552  | iv, v          |
| 7  |             | Церковь Святого Николая в деревне Денсуш (рум. Biserica Sfântul Nicolae din Densuș)                        | Жудец: Хунедоара                                        | VII век         | 1991                  | 553  | i, iv          |
| 8  |             | Исторический центр города Алба-Юлия (рум. Alba Iulia)                                                      | Жудец: Алба                                             | IX — XVIII века | 1991                  | 555  | iv, v, vi      |
| 9  |             | Национальный парк Ретезат (рум. Parcul Național Retezat)                                                   | Жудецы: Хунедоара, Караш-Северин                        | —               | 1991                  | 557  | не указаны     |
| 10 |             | Национальный парк Родна (рум. Parcul Național Munții Rodnei)                                               | Жудецы: Сучава, Бистрица-Нэсэуд, Марамуреш              | —               | 1991                  | 558  | не указаны     |
| 11 |             | Формация Санпетру (рум. Locul fosilifer cu dinozauri Sânpetru)                                             | Ближайшее поселение: Санпетру Жудец: Хунедоара          | —               | 1991                  | 559  | не указаны     |
| 12 |             | Вековые леса в Слэтиоаре (рум. Slătioara)                                                                  | Жудец: Сучава                                           | —               | 1991                  | 560  | не указаны     |
| 13 |             | Исторический центр города Сибиу (рум. Sibiu)                                                               | Жудец: Сибиу                                            | С XII века      | 2004                  | 1929 | ii, iii, iv, v |
| 14 |             | Расширение объекта: Село Холлокё Село Риметя с окрестностями (рум. Rimetea)                                | Жудец: Алба                                             | С XVII века     | 2012                  | 5683 | v              |